# 木村操 (官僚)
木村 操（きむら みさお、1937年（昭和12年）9月7日 - 2020年（令和2年）2月8日）は、日本の官僚。元名古屋鉄道会長。香川県出身。

## 略歴
- 1960年（昭和35年） 国家公務員採用上級甲種試験（法律）合格
- 1961年（昭和36年）
  - 3月 京都大学法学部卒業[2]
  - 4月 運輸省入省[3]
- 1984年（昭和59年）7月1日 九州運輸局次長
- 1985年（昭和60年）6月26日 海上保安庁水路部参事官
- 1986年（昭和61年）6月14日 中部運輸局長
- 1987年（昭和62年）10月6日 航空事故調査委員会事務局長
- 1988年（昭和63年）6月10日 運輸省大臣官房審議官
- 1990年（平成2年）6月27日 運輸省航空局次長
- 1991年（平成3年）
  - 6月18日 退官
  - 7月 名鉄不動産株式会社顧問[3]
- 1993年（平成5年）6月 名古屋鉄道株式会社常務取締役[1]
- 1997年（平成9年）6月 名古屋鉄道株式会社専務取締役[1]
- 1999年（平成11年）6月 名古屋鉄道株式会社代表取締役社長[1]
- 2000年（平成12年）
  - 3月 社団法人中部経済連合会副会長[4]
  - 6月 矢作建設工業株式会社取締役[5]
- 2001年（平成13年）6月
  - 福井鉄道株式会社取締役[3]
  - 6月 岐阜乗合自動車株式会社取締役[6]
- 2002年（平成14年）
  - 5月 株式会社金沢名鉄丸越百貨店取締役
  - 6月
    - 東海テレビ放送株式会社監査役[7]
    - 北陸鉄道株式会社取締役[8]
- 2004年（平成16年）
  - 6月 全日本空輸株式会社取締役[1]
  - 11月 社団法人愛知県バス協会会長[4]
- 2005年（平成17年）
  - 6月
    - 東海テレビ放送株式会社取締役[7]
    - 中部国際空港株式会社非常勤取締役[9]

  - 10月 名古屋鉄道株式会社代表取締役会長[1]
- 2006年（平成18年）5月 社団法人愛知県観光協会会長[4]
- 2007年（平成19年）
  - 6月 中産連ビルディング株式会社取締役[4]
  - 11月 名古屋商工会議所副会頭
- 2009年（平成21年）6月 名古屋鉄道株式会社取締役相談役[1]
- 2010年（平成22年）6月 愛知製鋼株式会社監査役[10]
- 2012年（平成24年）1月 中京独立戦略本部本部員
- 2014年（平成26年）4月 旭日重光章受章[11]。
- 2016年 日本棋院から第45回大倉喜七郎賞を受賞（日本棋院中部総本部本部長をつとめた）。
- 2020年（令和2年）2月8日 胆管がんのため、死去[12]。82歳没。死没日をもって正四位に叙される[13]。